# Argia funcki
Argia funcki är en trollsländeart som först beskrevs av Selys 1854.  Argia funcki ingår i släktet Argia och familjen dammflicksländor. Inga underarter finns listade i Catalogue of Life.